# Daihatsu Midget
El Daihatsu Midget (ダイハツ・ミゼット, Daihatsu Mizetto) fou una denominació comercial per a dos vehicles emprada pel fabricant d'automòbils japonés Daihatsu. El primer Midget, fabricat entre els anys 1957 i 1972 fou un motocarro comercial i el segon Midget o Midget II fou un automòbil lleuger o kei car produït entre els anys 1996 i 2001.

## Primera generació (1957-1972)

### DK/DS (1957-1961)

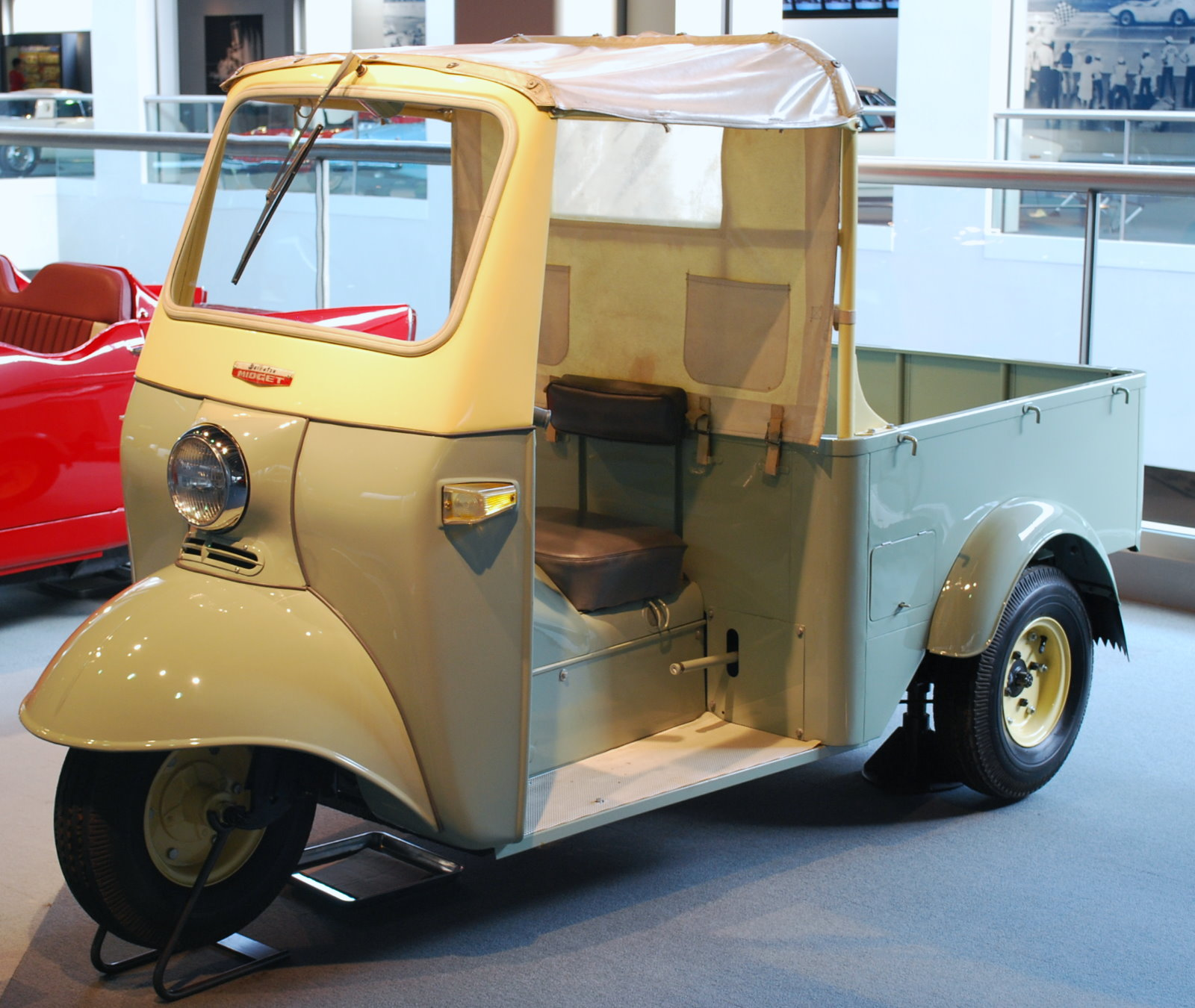
Midget DKA (1957)

L'agost de 1957 es presentà el Daihatsu Midget DKA. Desenvolupat com a motocarro-camioneta, amb només un seient, cabina sense portes i un manillar com a volant. Equipava un motor monocilíndric de 250 centímetres cúbics i dos temps refrigerat per aire, produint 8 cavalls de potència. Equipava també una transmissió manual de tres velocitats. A principis d'agost de 1959, el DKA fou reemplaçat pel més confortable DSA, el qual ja equipava portes i una versió més potent del motor inicial amb 10 cavalls. Amb aquesta nova versió el permís màxim de càrrega també augmentà dels 300 als 350 quilos. També hi va haver una poc freqüent versió amb dos seients, la DSAP, amb el segon seient muntat darrere del del conductor; això es traduïa en una cabina més gran i, per tant, en un espai de càrrega menor. A més, també va estar a la gama el Midget DSV, una versió furgoneta.

### MP (1959-1972)

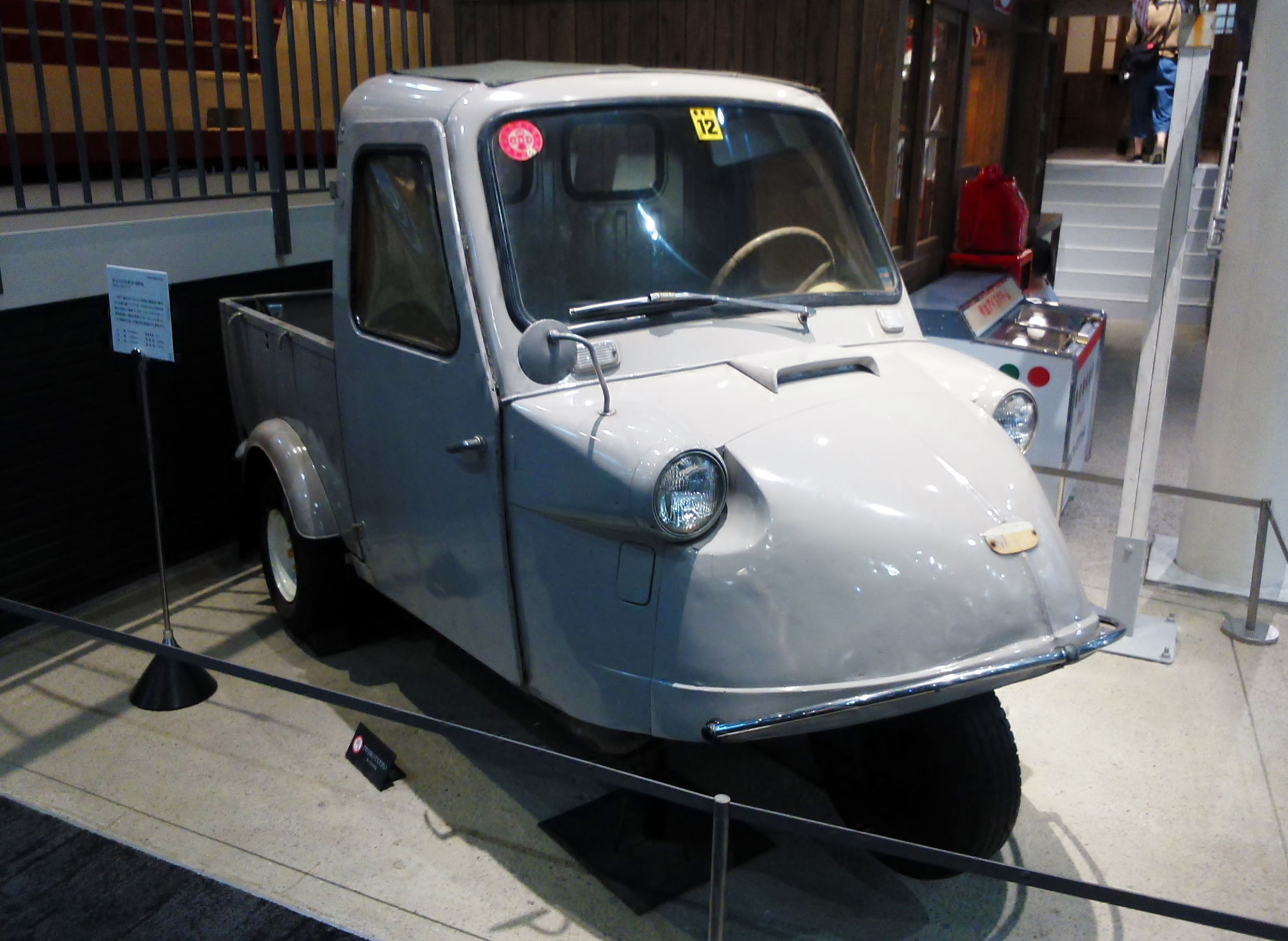
Midget MPA (1959)

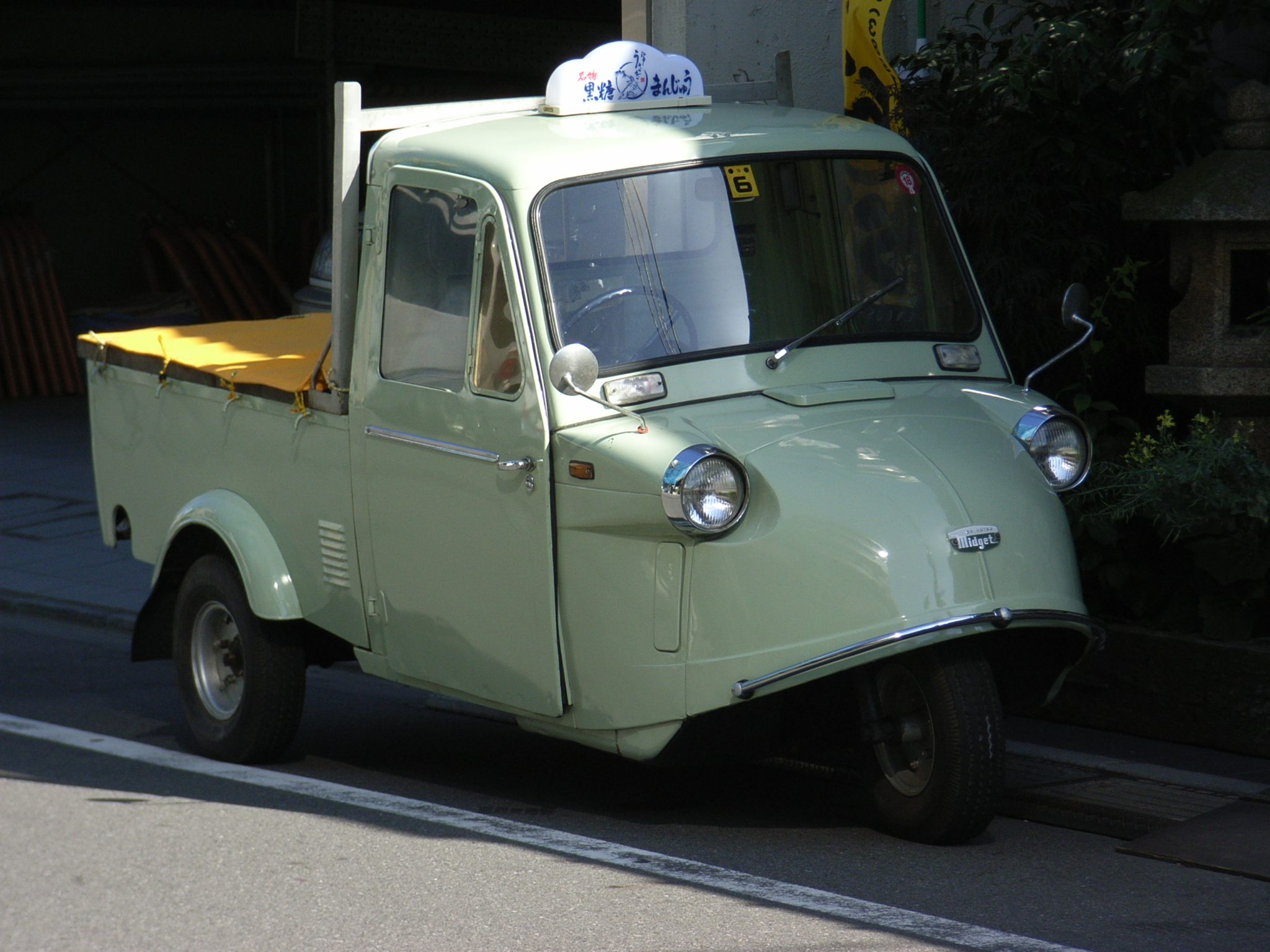
Midget MP5

A l'octubre de 1959 es presentà el Midget MP, el qual equipava millores com ara un volant, portes i dos seients paral·lels. La versió comercialitzada als Estats Units d'Amèrica i Okinawa fou anomenada MPA i comercialitzada com a "Daihatsu Trimobile". El motor era el mateix que el del DSA però amb 80 quilos més que feien del nou Midget un vehicle més pesat. El Midget DSA va continuar comercialitzant-se alhora amb el nou MP, més car, durant els primers anys de la dècada de 1960. També es desenvolupà sobre la base del Midget MP una furgoneta.
Poc temps després, es van presentar una sèrie de millores sobre el Midget MP que resultaren en el nou MP3, amb un nou motor de 305 centímetres cúbics i 12 cavalls de potència. El maig de 1960 arribà el MP4, 200 mm més llarg i amb vidres de manilla. L'agost de 1961 el disseny de les portes fou modificat, incorporant-ne una finestreta triangular i una línia cromada. Al setembre de 1962 arribà el MP5, més llarg que l'MP4 amb una llargària total de 2,970 mm i de 100 mm més d'espai de càrrega. Cal esmentar que, en aquest MP5 va ser modificat quasi tota la carrosseria del model com ara la forma dels fars, la part frontal més rodona, nous intermitents i per primera vegada al model, un sostre metàl·lic a la cabina en lloc de la capota tèxtil. A més, el MP5 comptava amb més detalls cromats com ara els fars, etc. A l'abril de 1963 s'introduí el sistema automàtic de barreja d'oli i benzina per al motor de dos temps. Les noves lleis de seguretat van fer que l'agost de 1969 s'introduïren una sèrie de canvis al model com ara reposacaps per al conductor i cinturons de seguretat. El Midget MP5 va romandre en producció fins al desembre de 1971 i en comercialització fins a l'any 1972. Fins el mateix any, s'havien produït 336.534 unitats del Midget, aturant-se la producció en un país cada vegada més desenvolupat i ric que no tenia en bona consideració els motocarros i preferia alternatives de quatre rodes com ara el Daihatsu Hijet.

## Segona generació (1996-2001)

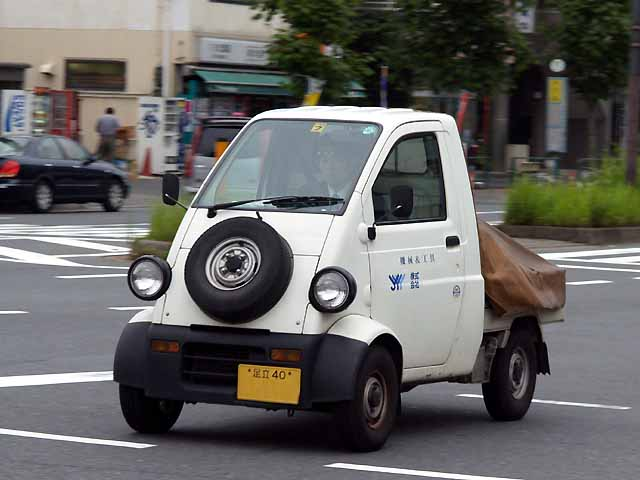
Midget II B Type

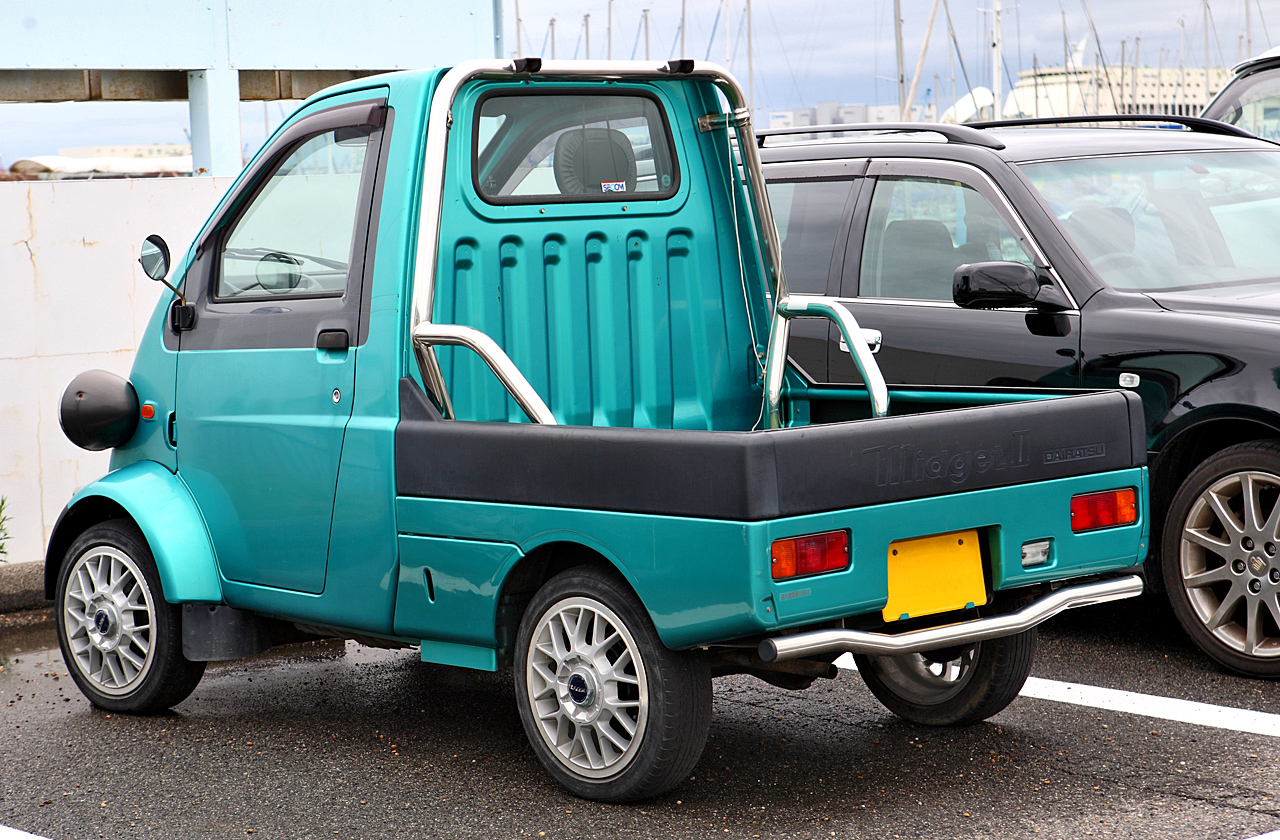
Midget II R Type

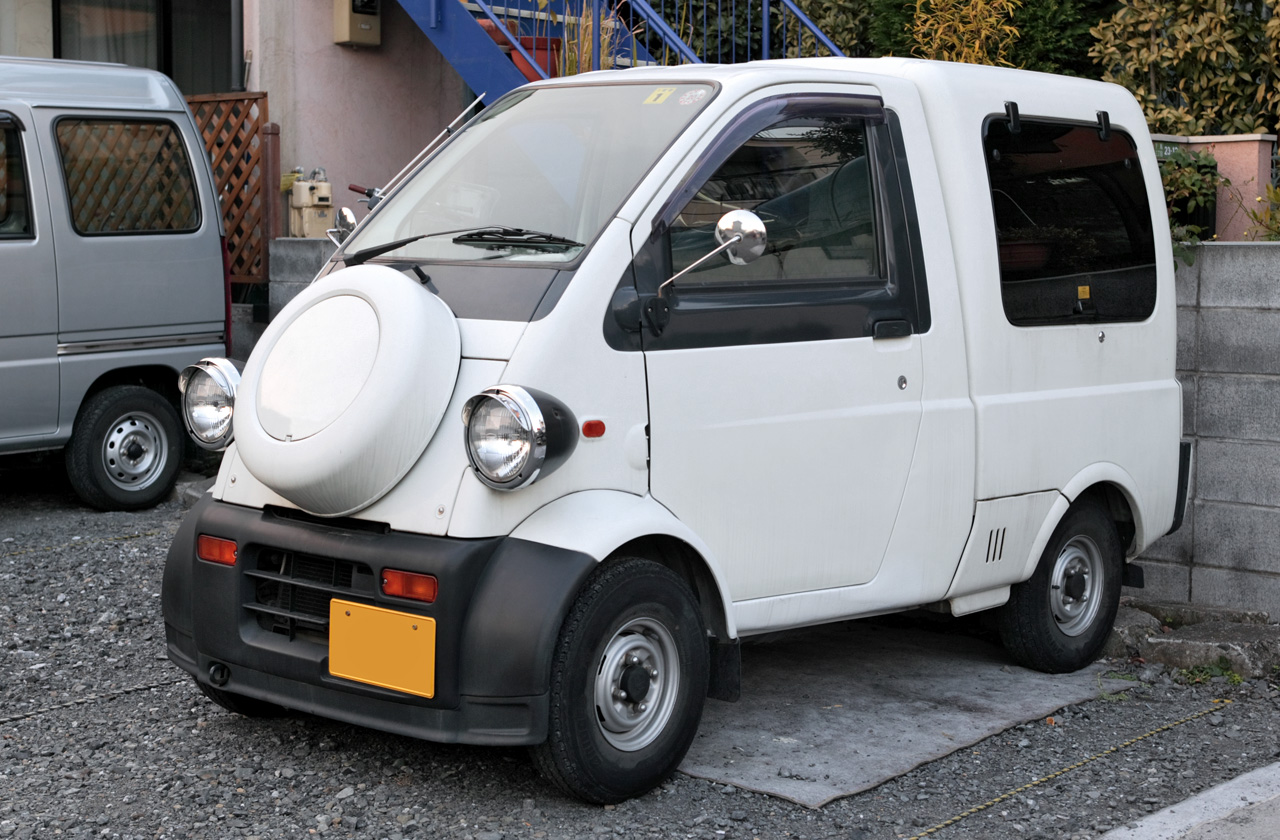
Midget II Cargo

La segona generació del Daihatsu Midget es presentà com un prototip al Saló de l'Automòbil de Tòquio de 1993. En el mateix saló, però l'any 1995, fou anunciada la producció en sèrie d'aquest model i finalment, a l'abril de 1996 començà la comercialització.
El Midget II, com fou comercialitzat, poc tenia a vore amb la primera generació més enllà de ser també un kei car. El Midget II tenia quatre rodes, així com aire condicionat o tracció a les quatre rodes com a opcions. Mecànicament equipava dos motors, un amb carburador i l'altre amb injecció (EFI, d'"Electronic Fuel Injection"). Es podia elegir entre transmissió manual de 4 velocitats o automàtica de 3.
La producció del Midget II es va aturar el juny de 2001 i un mes després ho va fer la comercialització del model. Ben valorat pels propietaris de negocis com ara bars localitzats en carrers estrets i de dificil accés, el Midget II no deixà de ser una extravaganza puntual i no va tindre substitut més enllà de la gama comercial de Daihatsu Hijet.